# Ritual Entertainment
Ritual Entertainment era un Desarrollador de videojuegos creado en 1996 por Robert Atkins, Mark Dochtermann, Jim Dosé, Richard 'Levelord' Gray, Michael Hadwin, Harry Miller, y Tom Mustaine, basado en Dallas, Texas, Ritual Entertainment anteriormente era conocida como Hipnotic Interactive, durante el período en el que empezaron a desarrollar su primer juego llamado "SIN".
Los miembros del equipo de desarrollo de Ritual Entertainment han contribuido en el desarrollo de otros juegos como American McGee's Alice, Medal of Honor: Airborne, Tomb Raider: Legend, Counter Strike Condition Zero y 25 to Life, y son también los creadores de "Übertools" con el motor gráfico Id Tech 3.
El 24 de enero de 2007, el desarrollador MumboJumbo anunció la adquisición de Ritual Entertainment. Con esta adquisición, la temática de la creación de los juegos cambiaron centrándose a crear exclusivamente juegos casuales, esencialmente "cancelando" el videojuego Episodios de SIN, llegando al liberan un episodio solo de los 9 previstos a lanzar.
Meses después de la compra varios empleados claves de ritual como el jefe ejecutivo Steve Nix (que se convertiría en el director de negocios de ID Software) y el vicepresidente y cofundador Tom Mustaine (que se iría a Escalation Studios) dejarían Ritual Entertainment. Varios meses después de la adquisición, director de relaciones comunitarias Steve Hessel dejó la compañía para irse a Splash Damage.
El 6 de diciembre de 2006 se anunció a Ken Harward como el director de estudio de la compañía.

## Juegos desarrollados por Ritual Entertainment
- Quake Mission Pack No. 1: Scourge of Armagon (Expansion pack)  – (1997) (PC) publicado con su viejo nombre (Hipnotic Interactive)
- Sin – (1998) (PC (Windows y Linux), versiones de Linux portada por Hyperion Diversión
- Heavy Metal: F.A.K.K.²  – (2000) (PC (Windows y Linux), Mac (Mac OS y Mac OS X), Dreamcast) versión de Linux portada por Loki Software, Mac OS versión Clásica portada por Contraband Diversión, Mac OS X versión portada por El Omni Grupo
- Volumen de Bruja del Blair 3: El Elly Kedward Cuento – (2000) (PC)
- Sin Gold – (2000) (Mac) ported por Contraband Diversión
- Counter Strike Condition Zero – (PC)Ritual Entertainment trabajo en el título en 2002 después de Gearbox Software lo abandonara y antes de que lo tomara Turtle Rock Studios en 2003
- Star Trek 2 Elite Force II – (2003) (PC)
- Legacy of Kain: Defiance  – (2003) (PlayStation 2, Xbox, PC) en colaboración Externa con Crystal Dynamics
- Delta Force: Black Hawk Down: Team Sabre (expansión) – (2004) (PC)
- Episodios de Sin: Emergence – (2006) (PC)

### Cancelados
- El Señor de los Anillos: Las Dos Torres – (PC) cancelado
- Sin II editor demo – (2003) (PC)  Ritual hizo un juego demo para mostrar la potencia del juego.
- Legacy of Kain: The Dark Prophecy  (2004) – cancelado
- Episodio de Sin 2 - Cancelado